# Джак Спароу
Капитан Джак Спароу е измислен персонаж, пират. Той е главно действащо лице във филмите „Карибски пирати: Проклятието на черната перла“, „Карибски пирати: Сандъкът на мъртвеца“, „Карибски пирати: На края на света“, „Карибски пирати: В непознати води“ и „Карибски пирати: Мъртвите не разказват истории“ първоначално базирани на увеселителния влак "Карибски пирати" в Дисниленд.  
Капитан Джак Спароу присъства като персонаж и в няколко видео игри, най-известни от които са „Pirates of the Caribbean: The Legend of Jack Sparrow“ и „Pirates of the Caribbean: At World's End“, както и в поредицата книги издадени впоследствие на филмовата поредица. Ролята му във филмите се изпълнява от Джони Деп. 